# Mezőkövesd-Zsóry SE
Mezőkövesd-Zsóry Sport Egyesület ist ein ungarischer Fußballverein aus Mezőkövesd. Der Verein, der bis heute noch nie ungarischer Fußballmeister wurde, spielt derzeit in der Nemzeti Bajnokság, der höchsten ungarischen Liga, und trägt seine Heimspiele im Városi-Stadion aus, das Platz für 5.020 Zuschauer bietet.

## Geschichte
Der Verein Mezőkövesd-Zsóry Sport Egyesület wurde am 31. Januar des Jahres 1975 in der Stadt Mezőkövesd im Nordosten Ungarns gegründet. In den ersten Jahren seines Bestehens dümpelte der Klub lange Jahre in den unteren Spielklassen des ungarischen Regionalfußballs herum, ehe Mitte der Neunzigerjahre erstmals der Aufstieg in die Nemzeti Bajnokság III, die dritthöchste Spielklasse des ungarischen Fußballs, gelang. Dort konnte man sich vier Jahre halten, ehe wieder für ein Jahr der Abstieg ins Amateurlager hingenommen werden musste. Nachdem dort der direkte Wiederaufstieg gemeistert wurde, konnte sich Mezőkövesd-Zsóry SE endgültig in der dritten Liga etablieren. In der Drittligasaison 2006/07 schaffte man dann sogar den erstmaligen Aufstieg in die Nemzeti Bajnokság II, Ungarns zweithöchste Fußballliga. Hier wurde man dann allerdings Letzter und stieg sofort wieder ab. Aber nur ein Jahr später war Mezőkövesd-Zsóry SE wieder zweitklassig, nachdem man in der Nemzeti Bajnokság III 2008/09 mit einem ersten Rang den direkten Wiederaufstieg geschafft hatte.
In der Folge konnte sich Mezőkövesd-Zsóry SE sofort in den oberen Gefilden der zweiten ungarischen Fußballliga etablieren und spielte Jahr für Jahr einmal mehr, einmal weniger, um den Aufstieg mit. Ein zweiter Platz in der Saison 2010/11 war vorerst das erfolgreichste Resultat, hier verpasste man den Aufstieg nur um sechs Punkte gegenüber Diósgyőri VTK. In der Spielzeit 2012/13 war es dann doch so weit, Mezőkövesd-Zsóry SE spielte eine starke Saison, landete am Ende auf dem ersten Platz der Staffel eins der Nemzeti Bajnokság II mit drei Punkten vor Vasas Budapest, und schaffte erstmals in der Vereinsgeschichte den Aufstieg in die Nemzeti Bajnokság. 2013/14 stieg der Verein als Vorletzter wieder ab.

## Erfolge
- Aufstieg in die Nemzeti Bajnokság: 1 × (2012/13)